# رسول أوروبا (مجلة)

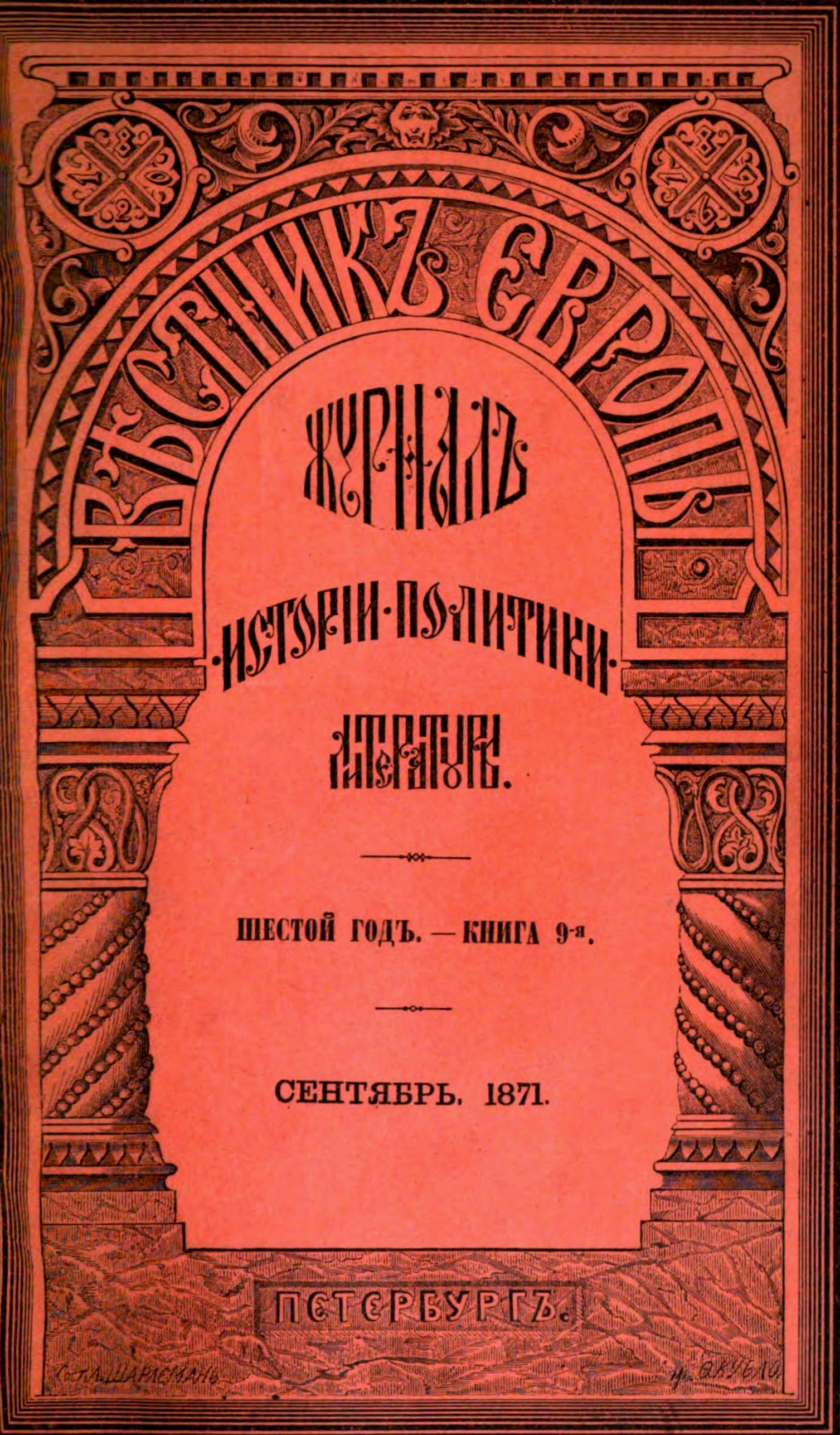
مجلة رسول اوروبا

رسول أوروبا (بالروسية: Вестник Европы (1866—1918)) هي مجلة روسية نشرها، لأول مرة، الكاتب والمؤرخ نيكولاي ميخائيلوفتش كرامزين من عام 1802 إلى عام 1804.
1. 1 2 3 4 5 6  مذكور في: Concise Literary Encyclopedia. الناشر: الموسوعة الروسية العظمى، جسك. لغة العمل أو لغة الاسم: الروسية. تاريخ النشر: 1962.
2. 1 2  مذكور في: '.
3. ↑  وصلة مرجع: http://feb-web.ru/feb/periodic/pp0-abc/pp1/pp1-4702.htm.